# 九間町西
九間町西（くけんちょうにし）は、大阪府堺市堺区にある地名。2024年現在の行政地名は九間町西一丁から九間町西三丁。住居表示は実施済。

## 地理
堺区の北部に位置する。南東は九間町東、南西は神明町西、北西は海山町、北東は柳之町西に接する。南東から順に一丁から三丁がある。

### 河川
- 内川

## 歴史

### 地名の由来
「九間町」の地名は、大同元年（806年）、弘法大師が唐より帰国し、その翌年京に行く途上で、当地に四面九間の堂を建立したことに由来するといわれる。

### 沿革
はじめ1 - 2丁、1959年（昭和34年）から1 - 3丁がある。
- 1872年（明治5年）、九間町中浜・九間町浜と広ノ町の一部より九間町西成立。堺町のうち。
- 1879年（明治12年）、郡区町村編成法施行により、堺区の所属となる。
- 1889年（明治22年）、市制施行により、堺市の所属となる。
- 1959年（昭和34年）、九間町の一部を編入[7]。
- 2006年（平成18年）、堺市が政令指定都市に移行し、行政区を設置。九間町西は堺区の所属となる。

## 世帯数と人口
2024年（令和6年）6月30日現在の世帯数と人口は以下の通りである。
| 丁           | 世帯数  | 人口  |
| ------------ | ------- | ----- |
| 九間町西一丁 | 26世帯  | 59人  |
| 九間町西二丁 | 202世帯 | 409人 |
| 九間町西三丁 | 12世帯  | 14人  |
| 計           | 240世帯 | 482人 |

### 人口の変遷
国勢調査による人口の推移。
| 1995年（平成7年）  | 279人 | [ 8 ]  |  |
| 2000年（平成12年） | 186人 | [ 9 ]  |  |
| 2005年（平成17年） | 353人 | [ 10 ] |  |
| 2010年（平成22年） | 371人 | [ 11 ] |  |
| 2015年（平成27年） | 386人 | [ 12 ] |  |
| 2020年（令和2年）  | 478人 | [ 13 ] |  |

### 世帯数の変遷
国勢調査による世帯数の推移。
| 1995年（平成7年）  | 103世帯 | [ 8 ]  |  |
| 2000年（平成12年） | 80世帯  | [ 9 ]  |  |
| 2005年（平成17年） | 134世帯 | [ 10 ] |  |
| 2010年（平成22年） | 161世帯 | [ 11 ] |  |
| 2015年（平成27年） | 166世帯 | [ 12 ] |  |
| 2020年（令和2年）  | 206世帯 | [ 13 ] |  |

## 学区
市立小・中学校に通う場合、学区は以下の通りとなる。
| 丁           | 番   | 小学校           | 中学校           |
| ------------ | ---- | ---------------- | ---------------- |
| 九間町西一丁 | 全域 | 堺市立錦西小学校 | 堺市立月州中学校 |
| 九間町西二丁 | 全域 | 堺市立錦西小学校 | 堺市立月州中学校 |
| 九間町西三丁 | 全域 | 堺市立錦西小学校 | 堺市立月州中学校 |

## 事業所
2021年（令和3年）現在の経済センサス調査による事業所数と従業員数は以下の通りである。
| 丁                 | 事業所数 | 従業員数 |
| ------------------ | -------- | -------- |
| 九間町西一丁       | 6事業所  | 112人    |
| 九間町西二丁・三丁 | 7事業所  | 83人     |
| 計                 | 13事業所 | 195人    |

## 交通

### 道路
- 大道筋（堺市道大道筋）

## 郵便
- 郵便番号：590-0939[3]（集配局：堺郵便局[16]）。